# Vinagre (sèrie de televisió)
|  | Aquest article tracta sobre Vinagre, la sèrie de TV. Vegeu-ne altres significats a «Vinagre». |

Vinagre fou un programa còmic de Televisió de Catalunya protagonitzat per Bruno Oro i Clara Segura. Consisteix en una sèrie d'esquetxos d'humor que protagonitzen parelles de personatges, amb la peculiaritat que està gravada com si fos un documental, a vegades els protagonistes miren directament a càmera i es dirigeixen als teleespectadors.

## El programa
Se'n va fer una única temporada (2008) de 14 capítols d'una durada aproximada de 20 minuts, on els actors, degudament maquillats, interpretaven a tots els personatges. Aquests són molt diferent entre ells, amb l'objectiu que tots els estaments de la societat s'hi puguin sentir identificats. L'humor, a vegades, ha tocat temes tabús com el sexe, la mort i el racisme.
El programa ha estat enregistrat com si fos un programa documental, de vegades els protagonistes parlen sobre ells mateixos mirant a càmera. Aquest és un recurs utilitzat anteriorment en The Office.

## Personatges
La sèrie tenia diversos grups de personatges, alguns fixes a tota la temporada i d'altres espontànis que interpretaven esquetxos breus.
- Marçal Xuriguera: Actor amateur de l'Institut del Teatre que constantment es presenta a càstings amb el seu número estrella: la cuca trempada.
- Noè i Lídia: Parella d'ancians gelaters, amb una paradeta a un passeig marítim. Sempre acaben l'esquetx ruixant al comprador amb extintor d'incendis.
- Eli i Yeni: Dues caixeres de supermercat, interpretades com a "chonis", amb conflictes constants i divertides campanyes publicitaries.
- Eugeni Sagi: Tanatopractor que sempre aten a la mateixa vídua, que constantment li traspassen els marits de maneres peculiars i Eugeni és l'encarregat de maquillar-los.
- Yeri i Àfrica: El Yeri és un instructor de gimnàs, i l'Àfrica la seva pitjor alumna. L'esquetx acaba sempre amb l'Àfrica donant una patada als genitals al Yeri.
- Ferrando, Comarruga i Paula: En un bufet d'empresa hi ha desavinença entre els dos socis i sempre acaba amb un moment esperpèntic per part de la Paula.
- Pianista: Esquetxos sobre un pianista professional i les dificultats que té per passar-li les pàgines de la partitura la seva ajudant.
- Marcel Osvaldo: Mag amateur que entreté a un públic amb trucs de màgia trucats, ja que sempre fa pujar a l'escenari a una "voluntària" conxorxada perquè els trucs li surtin bé.
- Jacobo de Camps Mar: Noi estereotípicament ric que, a vegades en companyia del personatge de la seva mare, mostren escenes histriòniques d'una vida benestant, racista i homòfoba generalment.
- Larry: És un guàrdia de seguretat (en la majoria d'episodis d'una discoteca) que normalment demostra una desigualtat envers als dos gèneres a l'hora d'admetre'ls a la discoteca, o adopta una actitud misògina envers les dones que hi volen entrar o transiten pel carrer.
- Home de la piscina: Home que vol conquerir a una dona en una piscina pública i sempre acaba fent el ridícul davant seu.
- Home rar: Home que es troba en diferents situacions rutinàries i a tot arreu defensa que va amb la seva dona, tot i que no hi ha ningú. El conflicte es crea quan ell defensa que va acompanyat i la resta de gent veu clarament que està sol.
- Iolanda i professor: En una escola secundària un professor sempre escull als mateixos voluntaris per sortir a davant de la classe a fer representacions, entre ells la Iolanda. Sempre que sona l'alarma de classe el professor l'apaga amb trets de pistola.

Aquests son alguns dels personatges principals, a més a més n'apareixen a la sèrie de més secundaris.

## Actors
A part de Bruno Oro i Clara Segura hi han participat els següents actors secundaris:
- Victòria Pagès
- Jordi Martínez
- Maria Molins
- Jordi Banacolocha
- Mireia Portas
- Babou Cham
- Xavier Serrano
- Marta Domingo
- Josep Julien
- Marc Rodríguez
- Carles Martínez
- Mar Ulldemolins
- Félix Pons
- Jordi Rico
- Ivana Miño
- I una aparició d'Albert Om